# Saintvincentamazon
Saintvincentamazon (Amazona guildingii) är en fågel i familjen västpapegojor inom ordningen papegojfåglar.

## Utseende och läte
Saintvincentamazonen är en stor (40 cm) och knubbig papegoja som förekommer i två färgmorfer. Den vanligare gulbruna morfen har vitt huvud övergående i gult på bakre delen av hjässan. Bakom ögat syns en blåaktig fläck. Fjäderdräkten i övrigt har ett fjälligt mönster, på nacken gråfärgad, bronsfärgad på ovansida och bröst, mot buken mer grönaktig. Vingtäckarna är orange- och rödfärgade. Handpennorna är svarta med gult längst ner, medan armpennorna istället är mörkblå med orange längst ner. Stjärten är mörkblå, med orange längst in och ett gult ändband.
Den gröna morfen är mer dämpad i färgerna och saknar orange inslag. Ovansidan är grönaktig och runt ansiktet syns blått. Fågeln är ljudlig med olika sorters gläfsande, tutande, bubblande och skriande läten.

## Utbredning och systematik
Fågeln förekommer enbart i bergsskogar på Saint Vincent i Små Antillerna. Den behandlas som monotypisk, det vill säga att den inte delas in i några underarter.

## Status
IUCN kategoriserar arten som sårbar.

## Namn
Fågelns vetenskapliga artnamn hedrar Lansdown Guilding (1797-1831), engelsk naturforskare och samlare av specimen tillika konstnär och  kaplan på Saint Vincent.
Släktesnamnet Amazona, och därmed det svenska gruppnamnet, kommer av att Georges-Louis Leclerc de Buffon kallade olika sorters papegojor från tropiska Amerika Amazone, helt enkelt för att de kom från området kring Amazonfloden. Ursprunget till flodens namn i sin tur är omtvistat. Den mest etablerade förklaringen kommer från när kvinnliga krigare attackerade en expedition på 1500-talet i området ledd av Francisco de Orellana. Han associerade då till amasoner, i grekisk mytologi en stam av iranska kvinnokrigare i Sarmatien i Skytien. Andra menar dock att namnet kommer från ett lokalt ord, amassona, som betyder "förstörare av båtar".

## Bilder

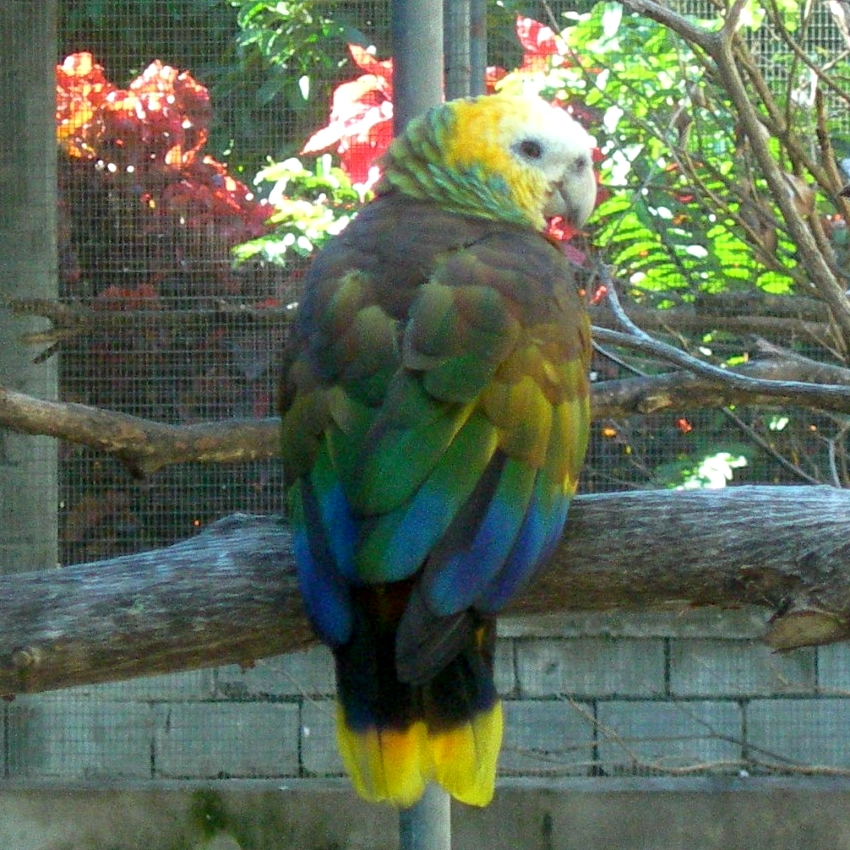
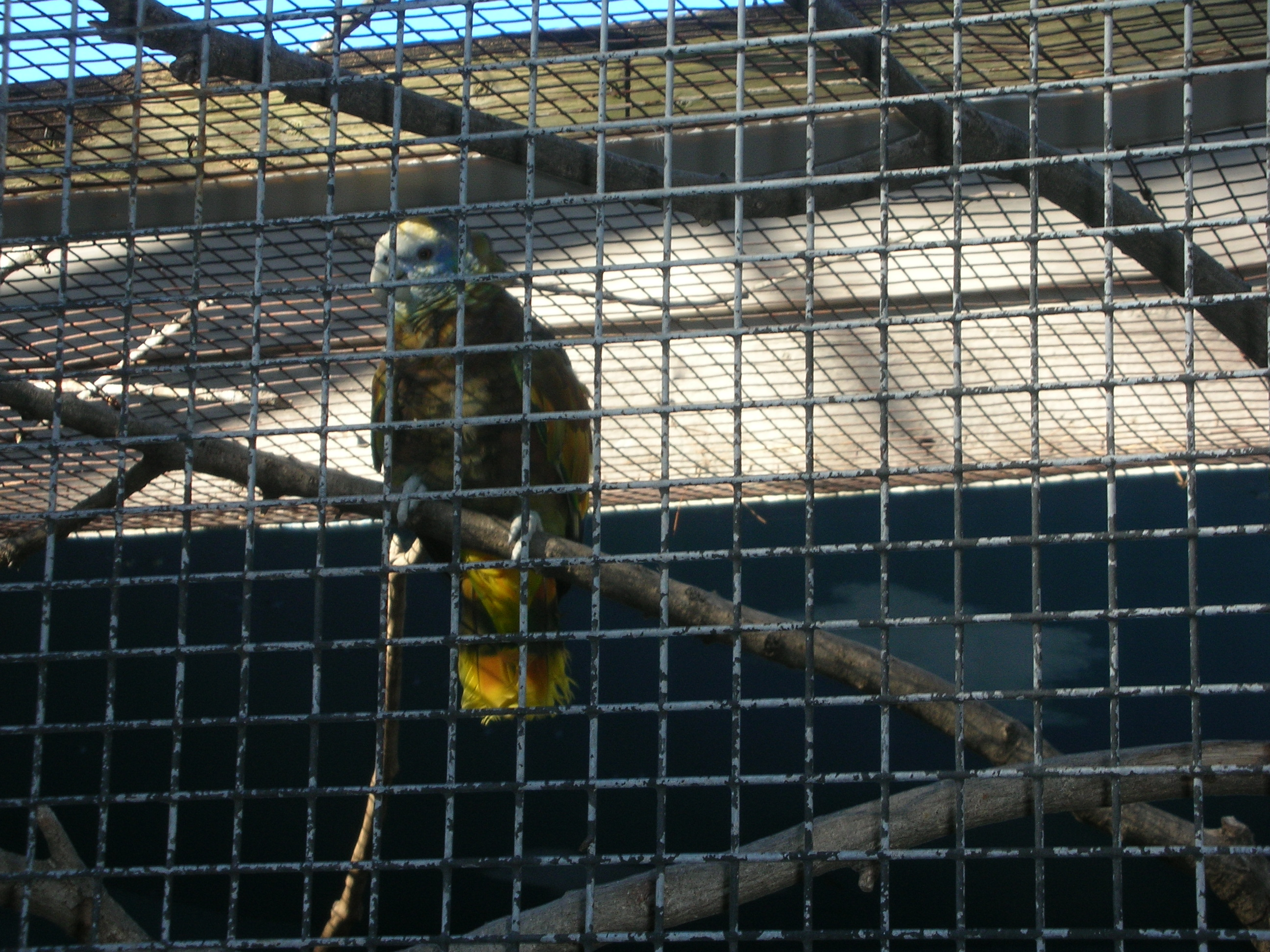
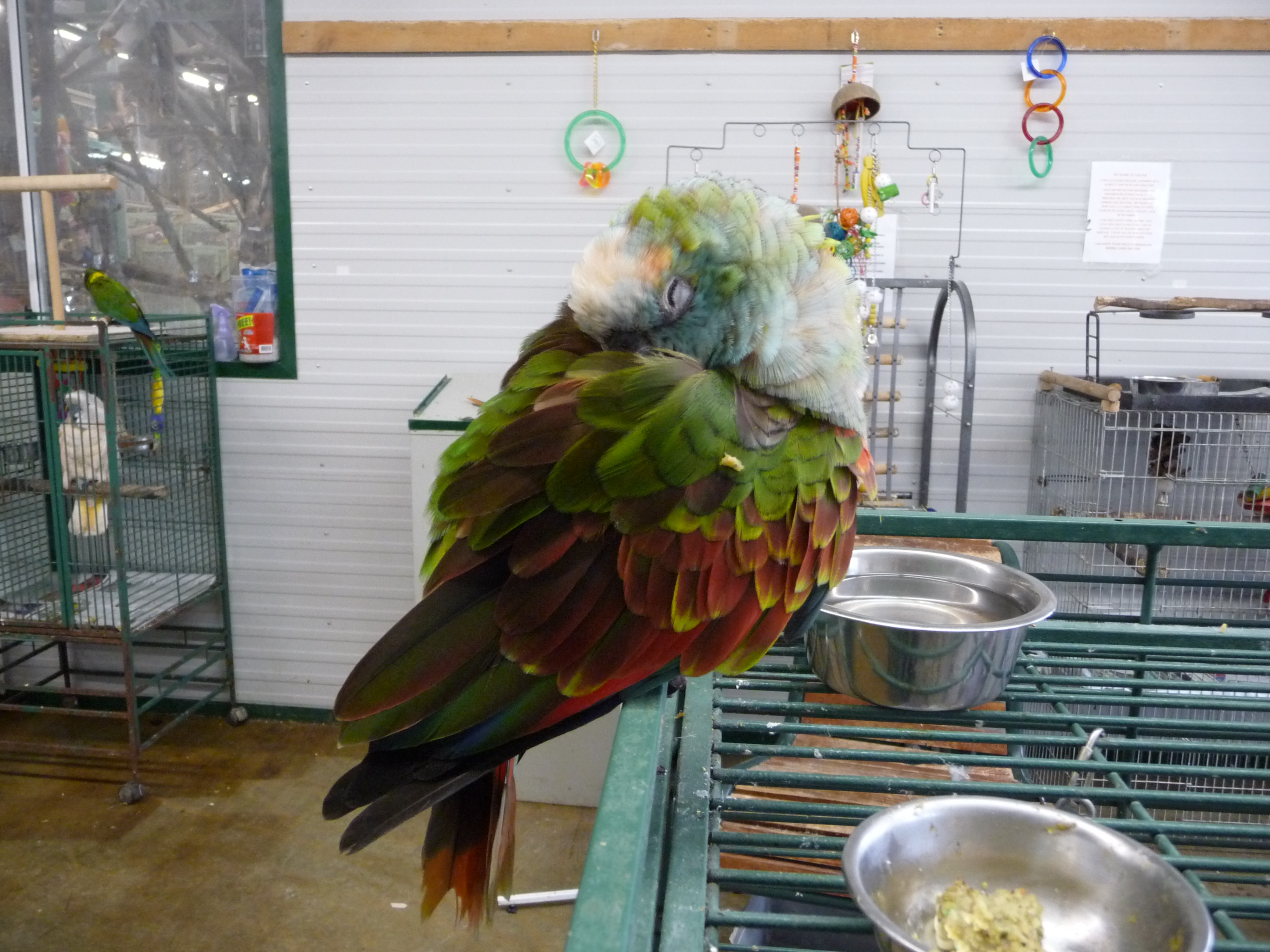
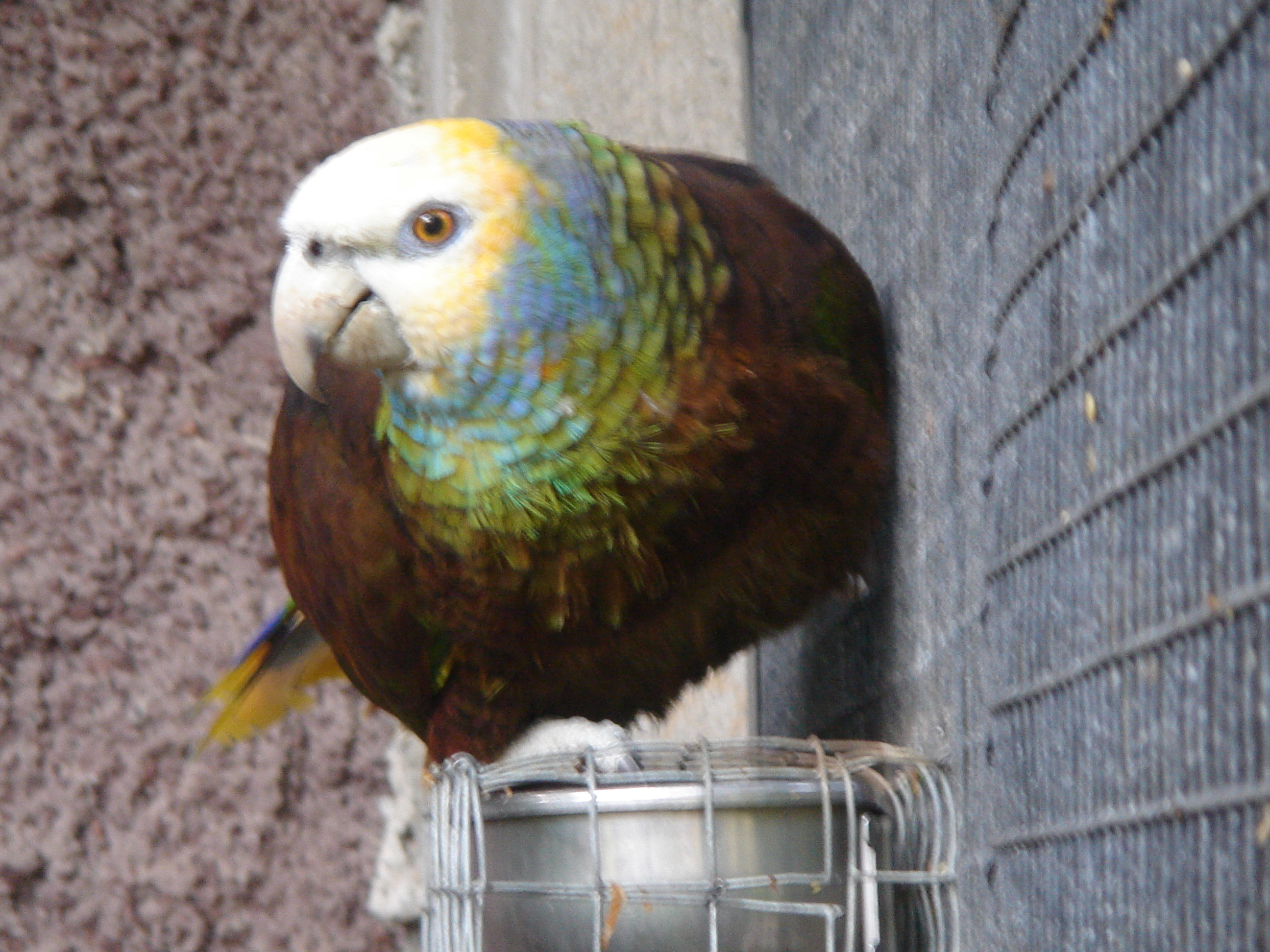
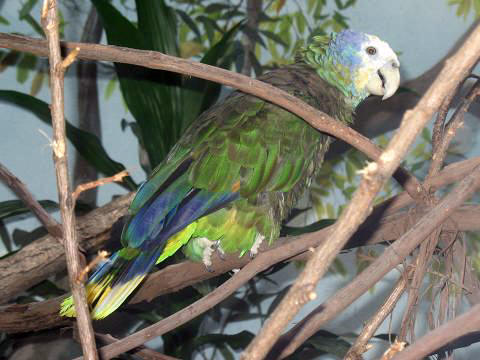
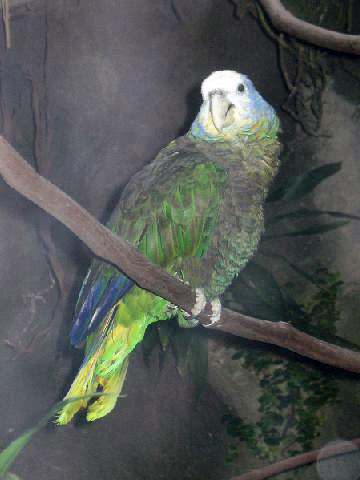